# Jerry Lee Lewis
Jerry Lee Lewis (n. 29 septembrie 1935, Parohia Concordia, Louisiana, SUA – d. 28 octombrie 2022, Nesbit⁠(d), Comitatul DeSoto, Mississippi, Mississippi, SUA) a fost un solist și pianist american de muzică rock and roll, rockabilly și country. Un pionier al muzicii rock and roll, Lewis a fost introdus în 1986 în Rock and Roll Hall of Fame, contribuția sa în acest gen muzical fiindu-i recunoscută și de Rockabilly Hall of Fame. În 2004, Rolling Stone Magazine l-a situat pe locul 24 din lista celor “100 cei mai buni artiști ai tuturor timpurilor”, iar în 2003 au listat colecția “All Killer, No Filler: The Anthology”, pe locul 242 din lista celor “500 cele mai bune albume ale tuturor timpurilor”.

## Începutul și apogeul carierei muzicale
Lewis s-a născut într-o familie săracă din Ferriday, Concordia Parish (estul Louisianei) și a început să cânte la pian din copilarie împreună cu doi verișori de-ai săi: Mickey Gilley și Jimmy Swaggart. Părinții săi (Elmo și Mamie Lewis) au ipotecat ferma pentru a-i putea cumpăra un pian. Influențat de un verișor pianist mai în vârstă (Carl McVoy), de programul radio și de melodiile tonomatului cu muzică de la Haney’s Big House, Lewis și-a dezvoltat propriul stil, mixând rhythm and blues, boogie-woogie, gospel și muzică country, precum și influențe de la pianiști recunoscuți de muzică “country boogie”, precum Moon Mullican și Merrill Moore. Curând începea să cânte profesionist.
Mama sa l-a înscris la Universitatea Southwestern Assemblies of God din Waxahachie, Texas, asigurându-se că fiul său va cânta de acum exclusiv în numele lui Dumnezeu. Dar Lewis, mai îndrăzneț din fire, a cântat o interpretare boogie woogie a piesei “My God is Real” la o adunare bisericească, fapt ce a condus la excluderea lui de respectivul eveniment. Pearry Green, pe atunci președintele consiliului elevilor, a relatat cum în timpul unui spectacol Jerry Lee Lewis a cântat muzică “lumească”. Următoarea dimineață, decanul l-a chemat atat pe Jerry cât și pe Pearry în biroul său pentru a-i exmatricula. Jerry a afirmat la momentul respectiv că Pearry nu ar fi trebuit exmatriculat, deoarece “el nu avea să știe ce va urma ca eu sa fac”. Ani mai târziu, Pearry l-a întrebat pe Jerry: “Încă mai cânți muzica diavolului?” Jerry a răspuns: “Da. Dar știi, e ciudat că aceeași muzică pentru care m-au dat afară din școală este muzica care se cântă azi în biserici. Diferența este că eu știu că interpretez pentru diavol, pe când ei nu.”
Renunțând la interpretarea muzicii religioase, Jerry a început să performeze în cluburi și în jurul orașelor Ferriday și Natchez, Mississippi. A devenit parte din noua tendință rock and roll, lansându-și primul său album demo în 1954. În jurul anului 1955, Jerry a inițiat o călătorie la Nashville, unde a cântat în cluburi încercând să obțină profit. A fost refuzat de către Grand Ole Opry, de scena country din Louisiana Hayride și chiar și de spectacolul radio din Shreveport.
În noiembrie 1956, Lewis a plecat spre Memphis, Tennessee pentru o audiție la Casa de discuri Sun. Sam Phillips, deținătorul casei de discuri, era plecat la momentul respectiv într-o călătorie în Florida, dar producătorul și inginerul de sunet Jack Clement au înregistrat interpretarea lui Lewis asupra piesei “Crazy Arm” de Ray Price, precum și compoziția proprie “End of the Road”. În timpul lunii decembrie 1956, cariera lui Lewis a început să promită din ce în ce mai mult, înregistrând atât ca artist solo, cât și ca instrumentist pentru alți artiști aparținând Casei de discuri Sun, artiști precum Carl Perkins și Johnny Cash. Modul său aparte de a cânta la pian poate fi auzit în multe piese înregistrate la Sun spre sfârșitul anului 1956 și începutul anului 1957, incluzând piese ale lui Perkins ca “Matchbox” și “Get Your Cat Clothes On”, și piesa lui Billy Lee Riley, “Flyin’ Saucers Rock’n’Roll”. Până în acest moment, rareori s-a folosit pianului în muzica rockabilly, însă s-a dovedit a fi o influență puternică în dezvoltarea curentului. Artiști rockabilly de la alte case de discuri au început curând să înregistreze cu pianiști.

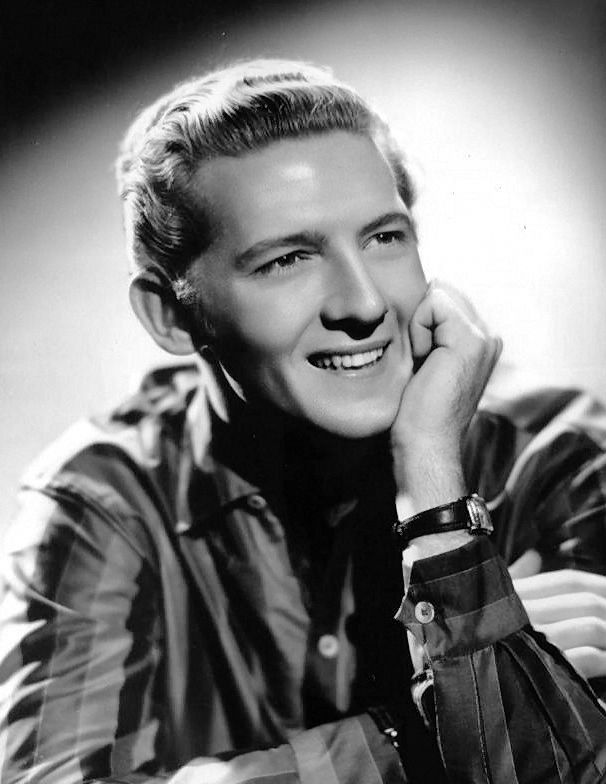
Jerry Lee în anii '50

Pe 4 decembrie 1956, Elvis Presley și-a făcut apariția la Casa de discuri Sun, într-o vizită de curtoazie, timp în care Carl Perkins se afla la studio înregistrând noi piese cu Lewis ce îl acompania la pian. Cei trei au început să improvizeze, iar Sam Phillips a pornit caseta de înregistrare. Mai târziu, Phillips l-a sunat pe Johnny Cash pentru a lua parte și el la această sesiune improvizată. Inregistrările, aproape jumatate, au fost piese gospel, au supraviețuit și au fost descoperite și lansate pe un disc în 1987 sub titul “Million Dollar Quartet”. Printre melodii se numără: “Don't Be Cruel” și “Paralyzed” ale lui Elvis Presley, “Brown Eyed Handsome Man” a lui Chuck Berry, “Don't Forbid Me” a lui Pat Boone precum și o interpetare în stilul Jackie Wilson pe piesa “Don't Be Cruel”.
Single-urile lui Lewis (cunoscute sub interpretarea “Jerry Lee Lewis and his Pumping Piano”) i-au avansat cariera ca solist, de-a lungul anului 1957, cu hit-uri precum “Whole Lotta Shakin’ Goin’On” și “Great Balls of Fire” – cel mai mare hit al său. Respectiva piesă, dar si altele, i-au adus faimă națională și internațională, în ciuda criticilor ce le asociau cu o tentă sexuală. Din această cauză, unele posturi de radio aveau să le boicoteze.
Conform spuselor unor surse de încredere, inclusiv Johnny Cash, Lewis însuși, care era un creștin devotat, era de asemenea tulburat de natura păcătoasă a propriului său material muzical, despre care credea cu fermitate că-l va conduce pe el și pe audiența sa în Iad. Aceste convingeri ale lui Lewis au fost expuse și în portretul realizat de Waylon Payne în filmul din 2005 “Walk the Line”, bazat pe autobiografiile lui Cash.
Lewis, cu toate că nu a fost primul pianist în stilul boogie-woogie, a fost un pionier al pianului rock, nu numai prin sunet, ci și prin interpretarea sa dinamică. Deseori cânta în picioare, plimbându-și mâinile de-a lungul clapelor pentru un accent dramatic, așezându-se pe clape sau chiar stând deaspura pianului. Prima sa apariție TV, unde a demonstrat câteva din respectivele mișcări, a fost la The Steve Allen Show pe 28 iulie 1957, unde a cântat “Whole Lot of Shakin’Going On”. Lewis are de asemenea reputația de a fi dat foc unui pian la sfârșitul unei interpretări live, ca formă de protest împotriva celor care i-au acordat mai mult credit lui Chuck Berry decât lui.
Stilul său exploziv poate fi observat și în filme precum “High School Confidential” (1958), unde a cântat în spatele unui camion, sau Jamboree (1957). Lewis a fost numit “primul mare frenetic al rock and roll-ului” precum și “primul mare eclectic al rock and roll-ului”. Aceste tehnici de interpretare au fost adoptate mai târziu de către alți artiști piano rock, precum Elton John, Billy Joel și Ben Folds. Compozitorul clasic Michael Nyman a citat stilul lui Lewis ca fiind predecesor al propriei estetici.

## Familia și scandalurile din viața personală
Lewis s-a căsătorit cu Jane Mitcham, a doua soție, cu 23 de zile înainte ca divorțul față de prima soție să se fi finalizat.
Turbulenta viață personală a lui Lewis a fost ascunsă publicului până la turneul din Anglia din mai 1958, când Ray Berry, un reporter de la o agenție de știri aflat la aeroportul din Londra (singurul jurnalist prezent), a aflat despre a treia soție a lui Lewis, Myra Gale Brown. Ea era verișoară de gradul doi cu Lewis, pe atunci având nici 14 ani împliniți. Brown, Lewis, și toți din management au insistat la momentul respectiv că are 15 ani. Lewis avea atunci aproape 23 de ani. Mass media a escaladat foarte mult evenimentul și turneul din Anglia a fost anulat după doar trei concerte.
Scandalul l-a urmărit pe Lewis și în America, iar rezultatul a fost trecerea pe lista neagră la radio. Aproape că a dispărut de pe scena muzicală. Lewis s-a simțit trădat de mulți suporteri de-ai săi. Dick Clark chiar a renunțat la el în show-urile sale. Lewis a simțit că până și Sam Phillips l-a vândut, când Casa de discuri Sun a lansat “The Return of Jerry Lee”, un “interviu” fictiv realizat de Jack Clement cu extrase din piesele lui Lewis. Acest material a făcut lumină în problemele maritale ale lui Lewis, îmblânzind un pic publicitatea negativă.
Doar Alan Freed (cel care difuza muzică afro-americană rhythm and blues sub numele de rock and roll) a rămas de partea lui Jerry Lee Lewis, difuzându-i înregistrarile, până în momentul în care a fost înlăturat ca disc-jockey în urma scandalului din industria audiovizualului de la începutul anilor '60, fiind acuzat de piraterie.
Cu toate ca Jerry Lee Lewis era încă sub contract cu Casa de discuri Sun, el a încetat să mai înregistreze. A ajuns de la concerte plătite cu 10.000$ pe noapte, la 250$ pe seară, în baruri și cluburi mici. Pe vremea aceea, Lewis avea câțiva prieteni în care știa că poate avea încredere. Doar prin intermediul lui Kay Martin, președintele fan-clubului Lewis, T.L. Meade (cunoscut și ca Franz Douskev) un muzician de ocazie în Memphis și prieten cu Sam Phillips, și Gary Sklar, Lewis a reușit să înregistreze din nou la Casa de discuri Sun.
Phillips a construit în 1959 un nou studio în Memphis, pe 639 Madison Avenue, astfel el a abandonat vechiul studio de pe Union Avenue, unde Phillips i-a înregistrat pe B.B. King, Howlin’ Wolf, Elvis Presley, Carl Perkins, Lewis, Johnny Cash și alții. În 1961, la studioul de pe Madison Avenue, Lewis a înregistrat singurul său hit din această perioadă, o preluare a piesei lui Ray Charles, “What’d I Say”.
O altă înregistrare a lui Lewis la Casa de discuri Sun a fost un aranjament muzical în stil boogie, pentru “Glenn Miller Orchestra”, colaborare semnată “The Hawk”, însă mulți disc jockey și-au dat seama imediat de stilul inconfundabil a lui Lewis de a cânta la pian, astfel încercarea lui Phillpis de a ascunde identitatea lui Lewis sub numele “The Hawk”, a eșuat.
Contractul lui Lewis cu Casa de discuri Sun a luat sfârșit în 1963, Lewis alăturându-se Casei de discuri Smash, unde a realizat într-adevăr înregistrări rock, dar care nu i-au fost de ajutor în cariera sa.
La mijlocul anilor '60, popularitatea lui Lewis în Europa și-a revenit cumva, în special în Marea Britanie și Germania. Un album live intitulat “Live at the Star Club”, ce a avut loc în Hamburg (1964), a fost înregistrat împreună cu The Nashville Teens. Este considerat și în prezent unul dintre cele mai bune albume live rock and roll.
În 1962, cel de-al doilea fiu al său, Steve Allen Lewis, s-a înecat într-o piscină. Myra a divorțat de Lewis în 1970. Tragedia l-a lovit din nou pe Lewis, când fiul de 19 ani a lui Lewis, Jerry Lee Lewis Jr. a murit într-un accident de mașină în 1973. De asemenea Lewis are în prezent o fiică, Phoebe Lewis, cântăreață și artistă, care în ultimii ani i-a fost manager.

## Cariera târzie
În anii ‘60 tentativele lui Lewis de a reveni la muzica rock and roll au stagnat timp de 4 ani, pe când colabora cu Casa de discuri Smash, până când a început să înregistreze balade country.
El avea deja înregistrat un LP pentru Smash, cu tilul “Country Songs for City Folks”. În 1968, single-ul său “Another Place, Another Time” a devenit un succes de Top Ten și a condus la un șir de single-uri în Top Ten, incluzând single-ul country numărul unu “To Make Love Sweeter For You” din 1968, ce i-a reînnoit lui Lewis statutul de star printre fanii muzicii country, statut similar cu al artistul ex-rockabilly Conway Twitty, care începea sa se dezvolte în aceeași perioadă de timp.

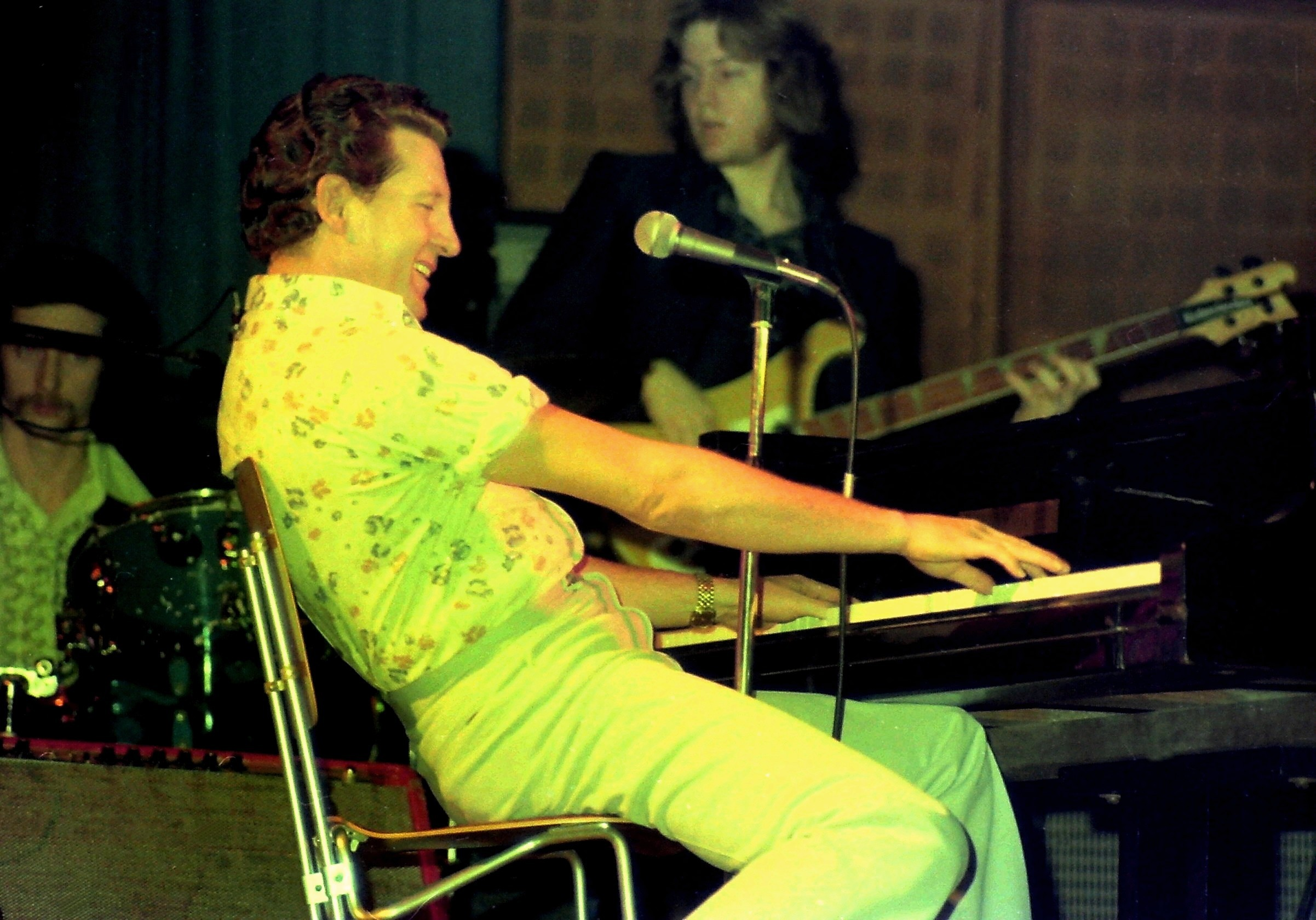
Jerry Lee Lewis în concert, în 1977

Până la începutul anului 1970, Lewis a devenit atat de popular, încât Casa de discuri Sun (Entertaining Holding Corporation) a readus în prim plan vechi balade country precum “Invitation to Your Party” sub forma unor single-uri, care s-au evidențiat în topurile de muzică country. În timpul acestei perioade, Lewis a înregistrat ceea ce mulți colectori au considerat a-i fi ultima realizare de pe piața muzicii country, și anume LP-ul “Killer Country”. Succesele lui Lewis au continuat de-a lungul unui deceniu, dar într-un final, trecutul său rock and roll a început să reînvie cu hit-uri precum cele ale rock-ului clasic revitalizat în 1973 de The Big Bopper cu melodia “Chantilly Lace”, însă abordând și preferințele vârstei de mijloc cu piesa din 1977 “Middle Age Crazy”. Din 1971, single-urile și albumele Lewis au fost realizate la Casa de discuri Mercury, în locul Casei de discuri Smash. În 1979, Lewis a semnat cu Casa de discuri Elektra și a avut ultimul său hit country important “Thirty-Nine and Holding” în 1981. În 1983 a petrecut o scurtă perioadă la Casa de discuri MCA, dar a părăsit marca din motive necunoscute.
În 1989, un film cunoscut sub numele “Great Balls of Fire”, bazat pe experiența lui Jerry Lee Lewis în perioada de început a rock and roll-ului, l-au readus în atenția publicului, mai ales că a reînregistrat toate vechile melodii pentru soundtrack. Filmul a fost realizat dupa cartea fostei sale soții, Myra Gale Lewis, iar rolurile au fost interpretate de Dennis Quaid în rolul lui Lewis, Winona Ryder interpretând-o pe Myra, și Alec Baldwin pe Jimmy Swaggart. Filmul s-a încheiat cu scandalul din viața personală de la sfâșitul anilor '50.
Vărul său, evanghelistul de televiziune Jimmy Swaggart, a avut parte de o prăbușire a carierei de evanghelist, iar consecințele au condus la o publicitate negativă pentru familia sa, care deja era văzută cu multe probleme. Jimmy este de asemenea un pianist, la fel ca și alt văr de-al lui Lewis, muzicianul country Mickey Gilley. Cei trei au ascultat aceeași muzică în copilărie și au frecventat aceeași locație, Haney's Big House, clubul din Ferriday care promova muzica blues cântată de negri.

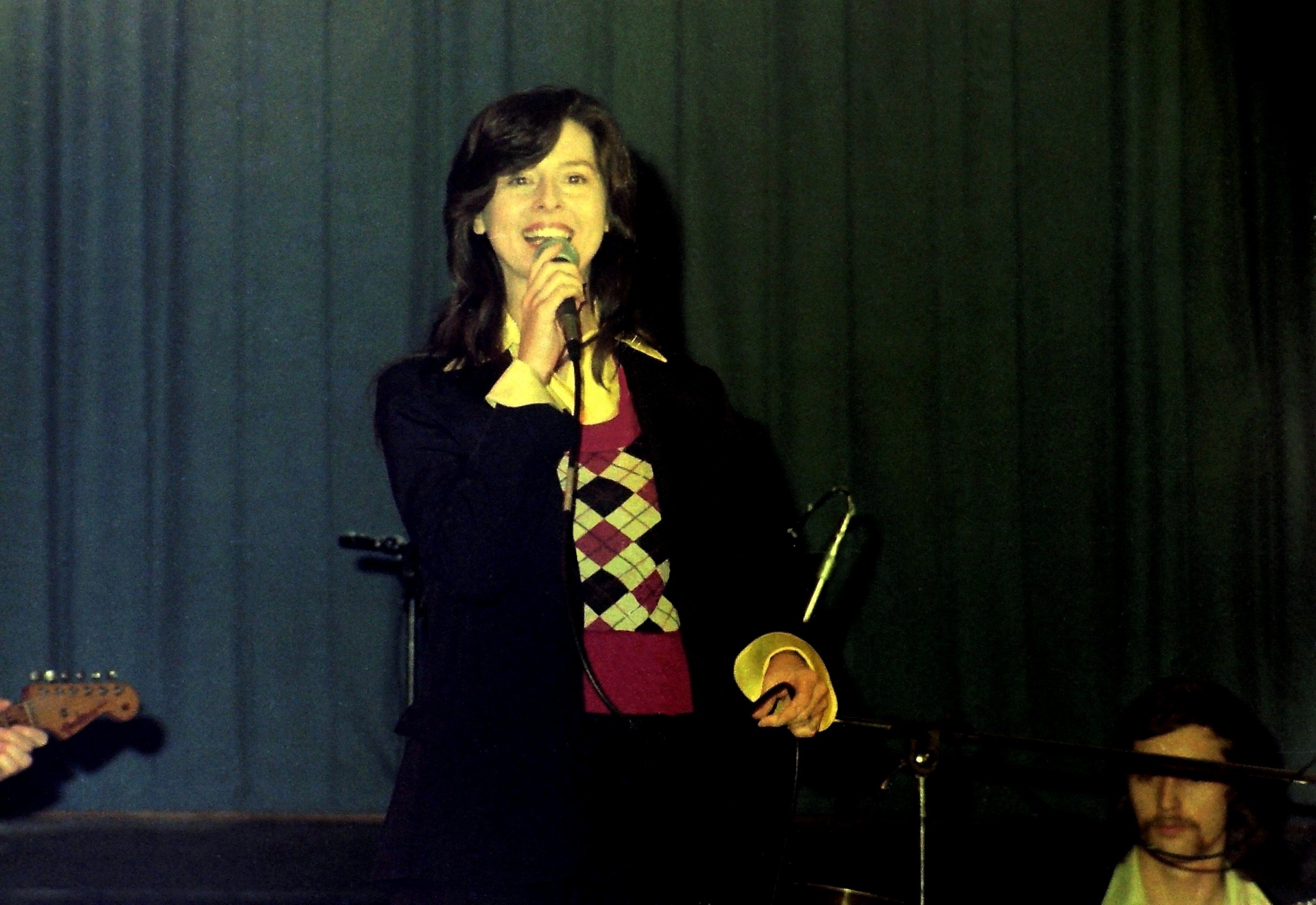
Linda Gail Lewis, în turneu cu fratele ei Jerry Lee, în 1977, în Ludwigshafen, Germania

Sora lui Lewis, Linda Gail Lewis, a realizat câteva înregistrări cu fratele ei, iar pentru o vreme a luat parte și la turnee realizate de acesta.
În 1990, Lewis a mai avut câteva mici apariții, printre care și interpretarea cântecului “It Was the Whiskey Talking, Not Me”, care a fost inclus pe soundtrack-ul filmului de succes “Dick Tracy”.
În ciuda problemelor personale, talentul muzical al lui Lewis este recunoscut în întreaga lume. “The Killer”, o poreclă ce a moștenit-o din copilarie, este cunoscut pentru vocea sa puternică și interpretarea la pian din timpul spectacolelor; el a fost descris de către artistul Roy Orbinson ca fiind cel mai bun artist fără experiență din istoria muzicii rock and roll. În 1986, Lewis a făcut parte din grupul primilor artiști introduși în Rock and Roll Hall of Fame.
Tot în 1986, Lewis s-a reîntors la studioul Sun din Memphis pentru a cânta împreună cu Orbinson, Cash si Perkins, alături de admiratori vechi ca John Fogerty și Ricky Nelson. Astfel s-a creat albumul “Class of ’55”, un fel de continuare a sesiunii “Million Dollar Quartet”, însă în ochii multor critici și admiratori, Lewis nu mai avea același entuziasm ca altădată.
Lewis nu a încetat niciodată să concerteze în turnee, iar cei care l-au văzut interpretând s-au convins că încă poate să ofere concerte unice, imprevizibile, emoționante, personale și totuși rock ’n’ roll. Pe 12 februarie 2005 a primit din partea Academiei Naționale Americane a Științei și Artei Înregistrărilor (The Recording Academy) premiul Grammy pentru “recunoașterea întregii cariere muzicale” (Lifetime Achievement Award). Pe 26 septembrie 2006 un nou album a fost lansat, intitulat “Last Man Standing”, având colaboratori mulți artiști din elita rock and roll-ului. Primind recenzii positive, albumul a intrat în patru topuri Billboard diferite, ocupând inclusiv numarul 1 timp de două săptămâni într-un top indie.
Un DVD, intitulat “Last Man Standing Live”, a fost lansat în martie 2007, conține și secvențe din concerte live cu performanțele multor artiști consacrați. CD-ul “Last Man Standing Live” este cel mai bine vândut album din toată cariera lui Jerry Lee Lewis. Albumul intitulat “The Session” (album dublu) a fost premiat cu Discul de Aur (Gold Disk) pentru vânzarea în peste 250.000 de copii. Albumele single și CD-urile aveau să se vândă în peste 500.000 de exemplare. “Last Man Standing Live” conține mai multe înregistrări decât albumul original “The Session” și s-a vândut deja în peste 500.000 de exemplare în toată lumea.
Pe 5 noiembrie 2007, Rock and Roll Hall of Fame și o universitate din Cleveland, Ohio, l-au onorat cu o conferință de 6 zile, interviuri și clipuri video dedicate lui Jerry Lee Lewis sub titlul “The Life And Music of Jerry Lee Lewis”. El este primul artist în viață care a fost onorat în acest mod. În 10 noiembrie, săptămâna a culminat cu un concert adus tribut lui Lewis.
Pe 10 februarie 2008, Lewis a apărut la a 50-a ediție a premiilor Grammy, împreună cu John Fogerty și Little Richard, interpretând “Great Balls of Fire” într-o combinație cu piesa “Good Golly Miss Molly”.
Lewis a trăit la o fermă în Nesbit, Mississippi, împreună cu familia sa.
Pe 4 iulie 2008, Jerry Lee a apărut la A Capitol Forth, interpretând ultimele piese ca un mix între “Roll Over Beethoven”, “Whole Lotta Shakin' Goin On” și “Great Balls of Fire”.
În octombrie 2008, Jerry Lee Lewis a revenit în Marea Britanie (parte din turneul de succes din Europa), după aproape 50 de ani de la fatidicul prim turneu ce a implicat scandalul cu Myra. El a apărut în două spectacole din Londra: unul special, privat la 100 Club în 25 octombrie, și celalalt la London Forum pe 28 octombrie, alături de Wanda Jackson și de sora lui, Linda Gail Lewis.
În 2009 a fost lansat un nou CD și un DVD, ca o continuare a carierei sale. Tot acest an a marcat al 60-lea an de când Jerry Lee a avut prima performanță publică, atunci când a cântat “Drinking Wine Spo-Dee-O-Dee” la un magazin de automobile, pe 19 octombrie 1949, în Ferriday, Louisiana.

## Hiturile muzicale și recunoșterea ca muzician
Între anii 1957 și 2006, data ultimului material discografic “Last Man Standing”, 47 de single-uri plus 22 de albume au pătruns și rezistat în topurile pop, rock, indie, country și în playlist-urile jukebox, atât în Statele Unite cât și în Marea Britanie. 14 dintre ele au atins prima poziție.
El a fost premiat cu 9 discuri de aur, plus inca un disc neoficial oferit de catre Casa de discuri Mercury pentru albumele care au vandut peste 250.000 de exemplare. Albumul din 2006 “Last Man Standing” a vandut peste 500.000 de exemplare in toata lumea, reprezentand cel mai bun album vandut in toata cariera sa muzicala.
Jerry Lee Lewis figureaza in Topul 50 al artistilor country ai tuturor timpurilor. Exista zvonuri ca albumul soundtrack al filmului Great Balls Of Fire a vandut pana in prezent peste 1.000.000 de copii. Inregistrarea originala a cantecului “Great Balls of Fire”, de la Casa de discuri Sun, a fost aleasa la Grammy Hall of Fame in 1998, iar inregistrarea melodiei “Whole Lotta Shakin' Goin On” a primit aceeasi distinctie in 1999.
Alături de Johnny Cash, Carl Perkins si Roy Orbison, Jerry Lee Lewis a primit premiul Grammy la categoria “discurs liber” pentru albumul de interviuri lansat impreuna cu doar cateva copii ale discului “The Class of '55” din 1986. De menționat este că doar inregistrarile care au peste 25 de ani si au o importanță semnificativă în istoria muzicii pot primi aceste onoruri.
Pe 12 februarie 2005, Jerry a primit din partea Academiei Naționale Americane a Științei și Artei Înregistrărilor (The Recording Academy) premiul Grammy pentru “recunoașterea întregii cariere muzicale” (Lifetime Achievement Award). Pe 10 actombrie 2007, a primit premiul American Music Masters Award al Rock 'n' Roll Hall of Fame.